# Virginia Ramponi Andreini detta Florinda
Virginia Ramponi Andreini (Genova, 1583 – Mantova, ca. 1630) è stata un'attrice e cantante italiana.

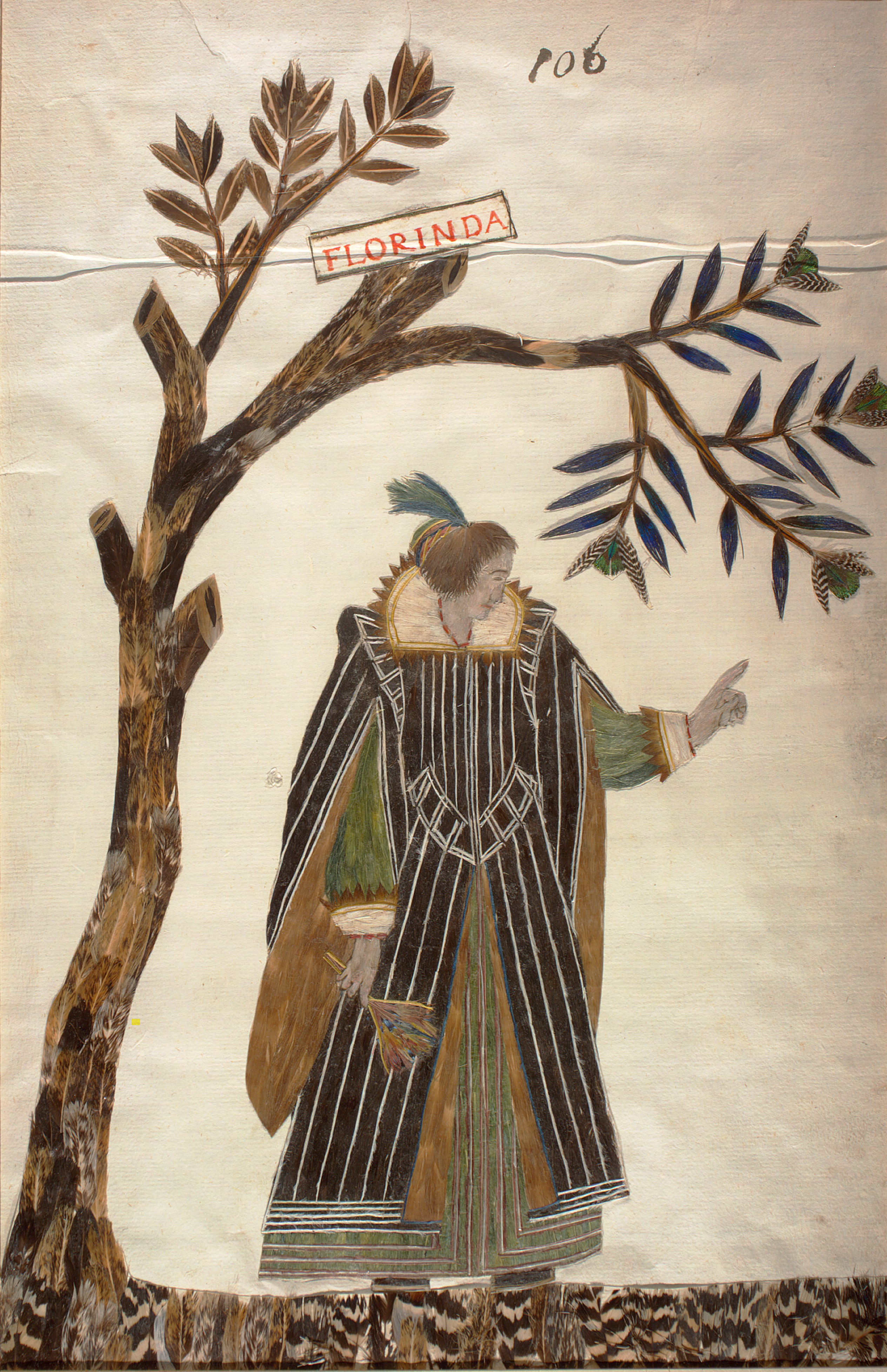
Virginia Ramponi Andreini ritratta nel cosiddetto Bestiario barocco di Dionisio Minaggio, ca. 1618

Nota con il nome d'arte di Florinda, è stata una famosa attrice e cantante italiana. Si rese celebre come interprete di commedie, molte delle quali scritte per lei dal marito Giambattista Andreini, e per aver cantato nel ruolo della protagonista nell'opera L'Arianna (1608) di Claudio Monteverdi.

## Biografia
Alcune fonti letterarie del tempo indicano come suo luogo di nascita Milano o Genova. Tuttavia, in una supplica al senato genovese del 4 novembre 1610 Virginia è qualificata come «cittadina originaria di Genova».
Virginia fece parte della compagnia dei comici dell'arte dei Gelosi, diretta dal marito Giambattista Andreini, figlio dei celebri attori Isabella e Francesco Andreini, che aveva sposato nel 1601. Tuttavia, poco dopo il loro matrimonio, forse nel 1604 dopo la morte della madre, Giambattista formò la compagnia dei Fedeli, con la moglie che si esibiva nei ruoli di prima donna innamorata, e collaborava anche alla gestione.

Virginia interpretò il ruolo principale della commedia La Florinda scritta dal marito e rappresentata nel 1603 a Firenze per l'Accademia degli Spensierati, che le valse poi il nome d'arte con cui fu conosciuta. Nel 1606 la commedia venne poi allestita a Milano, su incarico del governatore della città, Pedro Henriquez de Acevedo. Per la moglie Giambattista Andreini scrisse poi altre commedie, tra cui Lo schiavetto (1612), La Turca (1616), Lelio bandito (1620), La Centaura (1622), Amor nello specchio (1622), che includono spesso brani cantati, e la commedia musicale La Ferinda (1622).

Nel 1605 la compagnia dei Fedeli, diretta da Andreini fu ingaggiata dal duca di Mantova Vincenzo Gonzaga, in vista delle feste e degli spettacoli che si sarebbero tenuti a corte nel maggio 1608, per celebrare il matrimonio di Margherita di Savoia con Francesco Gonzaga, figlio primogenito del duca. I preparativi ebbero inizio nel 1607; Virginia Ramponi-Andreini e la compagnia dei Fedeli furono impegnati nel principale evento dei festeggiamenti, la commedia di Giambattista Guarini L'idropica, con un prologo e quattro intermedi di vari compositori, tra cui Claudio Monteverdi e Salomone Rossi. Per l'occasione Monteverdi fu incaricato di comporre anche un'opera, L'Arianna, su libretto di Ottavio Rinuccini, basato sulla favola di Arianna prima abbandonata da Teseo sull'isola di Nasso e poi unitasi a Bacco. Il giovane soprano Caterina Martinelli, ingaggiata per interpretare il ruolo di Arianna si ammalò di vaiolo e morì ai primi di marzo 1608. Il ruolo fu dunque affidato a Virginia Ramponi Andreini, che si era fatta apprezzare per aver cantato un lamento di Florinda nell'omonima commedia. Stando al racconto del cortigiano mantovano Antonio Costantini, La cantante imparò la sua parte a memoria in soli sei giorni e durante le prove della sera del 14 marzo la cantò lasciò sbalorditi tutti i presenti. L'Arianna fu presentata in anteprima il 28 maggio 1608 con grande successo, sia per il compositore che per Virginia, che riscosse un particolare apprezzamento per l'interpretazione del lamento d'Arianna. In esso poté sfruttare il suo talento tanto come attrice che come cantante. Il Lamento d'Arianna ebbe un enorme successo, tanto che, grazie alle numerose copie che ne circolarono manoscritte, esso è l'unico pezzo pervenutoci di tutta l'opera, per il resto perduta.

Dopo L'Arianna, i comici Fedeli rimasero al servizio di Vincenzo Gonzaga e dei suoi successori per oltre vent'anni, stringendo un rapporto particolarmente stretto con Ferdinando Gonzaga, figlio di Vincenzo. Virginia e Giambattista Andreini ottennero la cittadinanza mantovana, che permetteva loro di avere delle proprietà nel ducato. Sebbene fossero residenti a Mantova, gli Andreini con la loro compagnia si esibirono anche in altre città. A Milano Virginia continuò a recitare per il governatore, Pedro Henriquez de Acevedo. Qui il 30 giugno 1609 nacque l'unico figlio di Virginia e Giambattista, battezzato il 9 luglio 1609 nella chiesa di San Nazaro a Brolo, con il nome di Pietro Enrico in onore del governatore suo padrino. 

Nel 1613, Virginia e Giambattista insieme con i comici Fedeli partirono per la prima tournée fuori dall'Italia. In questa occasione si esibirono a Lione, a Fontainebleau e a Parigi su invito di Maria de' Medici. Rimasero in Francia fino al 1614, ritornandovi molte altre volte tra il 1621 e il 1625.

Virginia tornò a far brillare le sue doti di cantante nella rappresentazione del dramma sacro La Maddalena, data a Mantova nel 1617, le cui musiche vennero composte da Claudio Monteverdi, Muzio Effrem, Alessandro Ghivizzani e Salamone Rossi.

Durante la seconda tournée della compagnia in Francia scoppiò un grave scandalo: gli attori Pier Maria Cecchini ("Frittellino") e la moglie Orsola ("Flaminia"), acerrimi rivali degli Andreini,  rivelarono pubblicamente che Giambattista aveva avuto una lunga relazione con un'altra attrice della compagnia, Virginia Rotari ("Lidia"). Il ménage à trois dovette continuare a lungo, anche se la moglie e l'amante di Andreini continuarono a recitare entrambe nella compagnia dei Fedeli. Addirittura Giambattista sfruttò lo scabroso tema del triangolo amoroso in alcune commedie che avevano per protagonisti lui stesso, Virginia Ramponi e Virginia Rotari, che dopo la morte della moglie avrebbe sposato.

La troupe si recò a Praga nel 1627, inviatavi dal duca di Mantova per collaborare agli spettacoli in occasione dell'incoronazione di Ferdinando III quale re di Boemia. Va ricordato che la matrigna di Ferdinando III era Eleonora Gonzaga, figlia di Vincenzo Gonzaga. Andreini e i comici Fedeli rimasero a Praga fino al 1628 e poi si trasferirono al seguito della corte degli Asburgo a Vienna prima di far ritorno in Italia nel 1629.
La data di morte di Virginia Ramponi Andreini non è nota. Dalle lettere del marito sappiamo che era ancora viva fino al settembre del 1629; mentre in una lettera inviata dallo stesso il 17 settembre 1631 a Carlo Gonzaga-Nevers, si fa cenno alla sua morte. Il luogo e le circostanze della sua morte sono descritti da Giambattista Andreini nei versi del suo L'Olivastro overo il poeta sfortunato (1642); da un passo del poema apprendiamo che Virginia era morta in seguito alle sofferenze patite nell'assedio e nel successivo saccheggio di Mantova da parte delle truppe imperiali nel 1630, cui era seguita una pestilenza.